# Gharsallah, la semence de Dieu
Pour plus de détails, voir Fiche technique et Distribution.
Gharsallah, la semence de Dieu est un documentaire belgo-tunisien réalisé par Kamel Laaridhi en 2007.

## Synopsis
À l’aube du XXIe siècle, un homme nommé Gharsallah meurt et se fait enterrer dans son mausolée dans un petit village, Dhibet, au centre  de la Tunisie. Le film essaye de transmettre des fragments de vies marquées par Gharsallah : le saint, l’injuste, le fou, le possédé. C’est l’histoire d’un homme solitaire qui a imprégné tout son entourage, même dans le rêve.

## Fiche technique
- Réalisation : Kamel Laaridhi
- Production : Gsara
- Scénario : Kamel Laaridhi
- Montage : Nadia Touijer
- Image : Kamel Laaridhi
- Son : Faten Ghariani